# Ding Dong
«Ding Dong» (укр. «Дін-дон») — пісня, з якою ізраїльська співачка Дана Інтернешнел представляла Ізраїль на пісенному конкурсі Євробачення 2011. Пісня була виконана в другому півфіналі, 12 травня, але до фіналу не пройшла .